# Noblestown
Noblestown es un lugar designado por el censo ubicado en el condado de Allegheny en el estado estadounidense de Pensilvania. En el Censo de 2010 tenía una población de 575 habitantes y una densidad poblacional de 295,77 personas por km².

## Geografía
Noblestown se encuentra ubicado en las coordenadas 40°23′44″N 80°12′7″O / 40.39556, -80.20194. Según la Oficina del Censo de los Estados Unidos, Noblestown tiene una superficie total de 3.13 km², de la cual 3.13 km² corresponden a tierra firme y (0%) 0 km² es agua.

## Demografía
Según el censo de 2010, había 575 personas residiendo en Noblestown. La densidad de población era de 295,77 hab./km². De los 575 habitantes, Noblestown estaba compuesto por el 97.39% blancos, el 1.22% eran afroamericanos, el 0% eran amerindios, el 0.35% eran asiáticos, el 0% eran isleños del Pacífico, el 0.17% eran de otras razas y el 0.87% pertenecían a dos o más razas. Del total de la población el 0.87% eran hispanos o latinos de cualquier raza.